# Spathariko
Spathariko (in greco Σπαθαρικό?; in turco Ötüken) è un villaggio di Cipro, situato a nord di Famagosta. Esso appartiene de facto a Cipro del Nord e, de iure, alla Repubblica di Cipro. È compreso de facto nel distretto di Iskele (Cipro del Nord) e, de iure, nel distretto di Famagosta (Cipro). Prima del 1974 Spathariko era un villaggio misto a maggioranza greco-cipriota. 
Spathariko nel 2011 aveva 490 abitanti.

## Geografia fisica
Spathariko è situato a soli sette chilometri a nord delle rovine di Salamina e vicino alla costa della baia di Famagosta.

## Origini del nome
L'origine del nome del villaggio è oscura. In greco Spathrion significa "guardia del corpo" o "spadaccino". Tuttavia, Goodwin scrive che il nome medievale del villaggio era "Aghios Patarios" e gli addetti al censimento ottomano del 1831 inserirono il nome del villaggio nei loro documenti come Ispetariko. Dopo il 1974, i turco-ciprioti ribattezzarono il villaggio Ötüken, che è il nome turco del villaggio di Menogeia nel distretto di Larnaca da cui provengono molti degli attuali abitanti del villaggio.

## Monumenti e luoghi d'interesse

### Architetture religiose
Fra questo villaggio e quello di Agios Georgios c'è chiesa medievale di "Agios Georgios Spatharikon".

## Società

### Evoluzione demografica
Spathariko era un villaggio misto con una maggioranza greco-cipriota fin dal periodo ottomano. Nel censimento ottomano del 1831, i cristiani costituivano quasi il 72% della popolazione. Questa percentuale aumentò durante i primi decenni dell'occupazione britannica fino a raggiungere l'87% nel 1891. Durante la prima metà del XX secolo, mentre la popolazione greco-cipriota aumentava costantemente, la popolazione turco-cipriota stagnò. Nel censimento del 1946 i turchi ciprioti, che erano il 14% nel 1891, costituivano solo il 6% della popolazione.
Nel 1958, a causa delle lotte intercomunitarie, tutti i turco-ciprioti fuggirono da Spathariko e si rifugiarono nei villaggi vicini e a Nicosia. Rimasero in questi luoghi per tutti gli anni '60 e solo pochi vollero trasferirsi di nuovo nel villaggio dopo il 1974. La maggioranza rimase dove aveva cercato rifugio nel 1958 o si ristabilì in altre località, principalmente nelle città.
Tutti i greco-ciprioti di Spathariko furono evacuati nell'agosto 1974. Attualmente, come il resto dei greco-ciprioti sfollati, i greco-ciprioti di Spathariko sono sparsi nel sud dell'isola. La popolazione evacuata di Spathariko potrebbe essere stimata intorno ai 570 abitanti, dato che la sua popolazione greco-cipriota era di 566 persone nel 1973.
A parte un piccolo numero di turco-ciprioti originari di Spathariko che fecero ritorno e i turco-ciprioti dei villaggi vicini che si trasferirono a Spathariko dopo il 1974, il villaggio fu ripopolato principalmente da turco-ciprioti sfollati da Menogeia nel distretto di Larnaca nel sud di Cipro. C'è anche qualche famiglia proveniente dalla provincia di Trabzon in Turchia che si stabilì nel villaggio nel 1976. Secondo il censimento del 2006 il villaggio aveva 386 abitanti.